# خودکاری

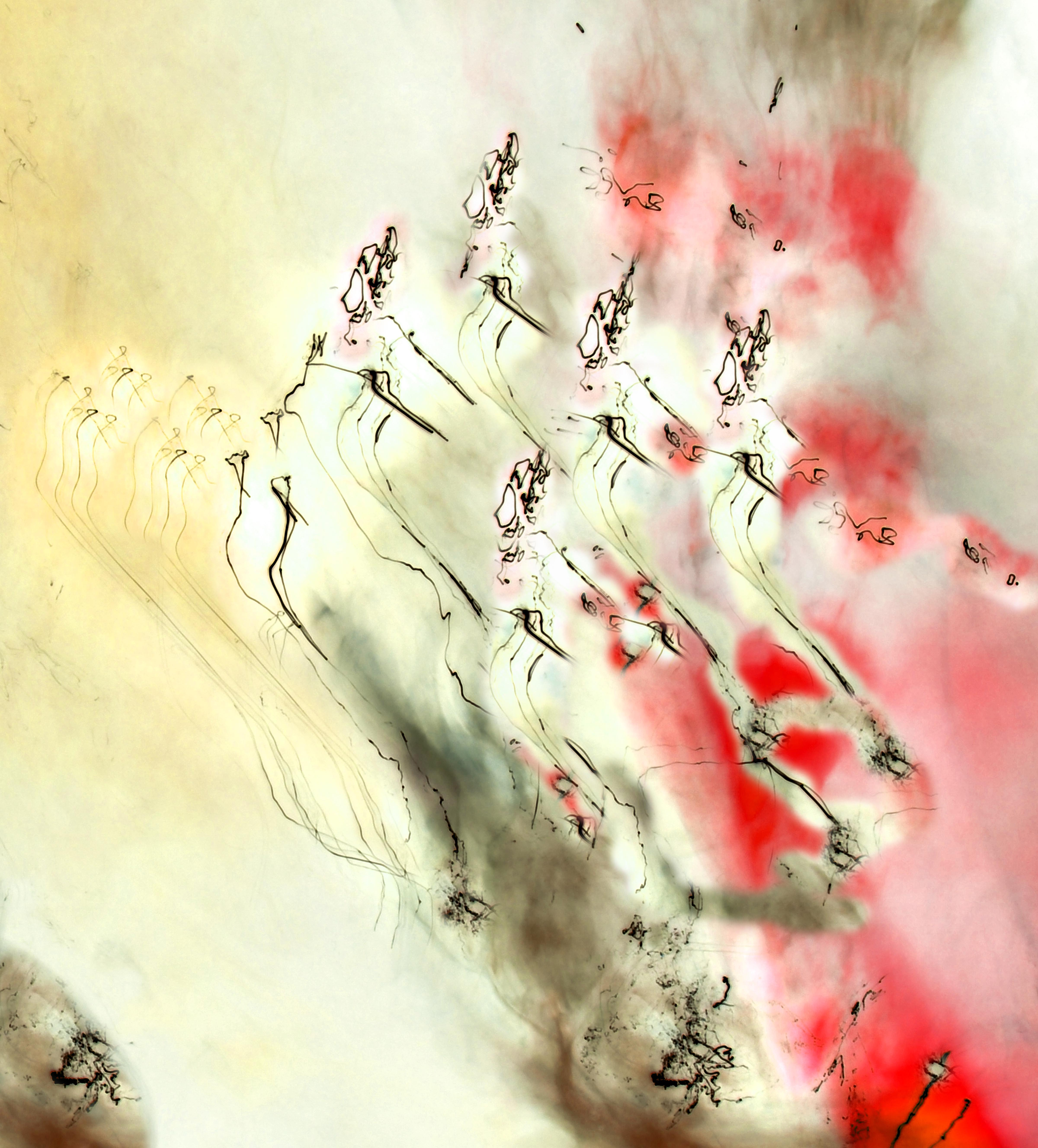
تصویری از یک نقاشی خودکاری ثبت شده با دوربین دیجیتال

خودکاری شیوهٔ آفرینش نقاشی و طراحی است که طی آن، هنرمند می‌کوشد بر هرگونه مهار عقلی و ضمیر آگاه بر حرکات دست خود فایق آید و اجازه دهد که ضمیر نیمه‌آگاه وی راهبر کنش هنری او باشد. خودکاری در حد تکامل‌یافتهٔ خود، به ویژه، به کارهای سورئالیست‌ها و اکسپرسیونیست‌های انتزاعی قابل کاربرد است. در پیوند با کار نقاشان کنشی همچون جکسون پولاک، خودکاری در اصل تمامی فرایند آفرینش اثر را شامل می‌گردد ولی در خصوص کار سورئالیست‌ها، پس از آن‌که تصویر، فرم، یا بافت جالبی در ذهن هنرمند شکل می‌گیرد، بقیه فرایند آفرینش به هدایت ضمیر آگاه و نظارت عقلانی دنبال می‌شود.